# Disney Roller Coaster Simulator
Disney Roller Coaster Simulator est un jeu vidéo de simulation développé par Gigawatt Studios et édité par Disney Interactive, sorti en 2003 sur Windows.

## Accueil
- Gamekult : 3/10[1]
- Jeux Vidéo Magazine : 10/20[2]
- Jeuxvideo.com : 12/20[3]